# Pusztamérges, Csongrád
Pusztamérges  este un sat în districtul Mórahalm, județul Csongrád, Ungaria, având o populație de 1.189 de locuitori (2011). 

## Demografie
Componența etnică a satului Pusztamérges
     Maghiari (97,22%)
     Germani (1,2%)
     Necunoscut (0,74%)
     Alții (0,83%)
Componența confesională a satului Pusztamérges
     Romano-catolici (63,5%)
     Fără religie (6,64%)
     Reformați (4,54%)
     Necunoscută (24,81%)
     Alte religii (2,1%)
Conform recensământului din 2011, satul Pusztamérges avea 1.189 de locuitori. Din punct de vedere etnic, majoritatea locuitorilor (97,22%) erau maghiari, cu o minoritate de germani (1,2%). Apartenența etnică nu este cunoscută în cazul a 0,74% din locuitori.  Din punct de vedere confesional, majoritatea locuitorilor (63,5%) erau romano-catolici, existând și minorități de persoane fără religie (6,64%) și reformați (4,54%). Pentru 24,81% din locuitori nu este cunoscută apartenența confesională.